# Flujo de potencia
En ingeniería eléctrica, el estudio de flujo de potencia, también conocido como flujo de carga, es una herramienta importante que involucra análisis numérico aplicado a un sistema de potencia. En el estudio del flujo de potencia usualmente se usa una notación simplificada tal como el diagrama unifilar y el sistema por unidad, y se centra en varias formas de la potencia eléctrica AC (por ejemplo, voltajes, ángulos de los voltajes, potencia activa y potencia reactiva). Este estudio analiza los sistemas de potencia operando en estado estacionario. Existen varios software que implementan el estudio del flujo de potencia.
En adición al análisis de flujo de potencia, llamado en ocasiones el caso base, muchas implementaciones software ejecutan otros tipos de análisis, tal como el análisis de falla de cortocircuito, estudios de estabilidad (transitorio y estado estable), unit commitment y despacho económico. Particularmente, algunos programas usan programación lineal para encontrar el flujo de carga óptimo, es decir, las condiciones que dan el costo más bajo por kilovatio-hora entregado.
Los estudios del flujo de potencia o flujo de carga son importantes para el planeamiento de la expansión futura de los sistemas de potencia, así como para determinar la mejor operación de los sistemas existentes. La principal información obtenida del problema de flujo de potencia es la magnitud y ángulo de la fase del voltaje en cada nodo, y la potencia activa y reactiva fluyendo en cada línea, ayudando a sobresalir de una fase de puesta a tierra.
Los sistemas de potencia comerciales son usualmente demasiado grandes para posibilitar una solución a mano del flujo de potencia. Analizadores de redes de propósito especial fueron construidos entre 1929 y principios de la década de 1960 para suministrar modelos de laboratorio de los sistemas de potencia; posteriormente computadores digitales de gran escala reemplazaron los métodos análogos.

## Modelo
Un modelo de flujo de carga AC es un modelo usado en ingeniería eléctrica para analizar redes de potencia.  Este modelo suministra un sistema no lineal que describe el flujo de energía por cada línea de transmisión. Debido a la no linealidad, en muchos casos el análisis de grandes redes por medio del modelo de flujo de carga AC no es realizable, y un modelo lineal (pero menos exacto) de flujo de carga DC es usado en su lugar. Ambos modelos con aproximaciones muy simples de la realidad.

## Flujo de potencia o flujo de carga
Es común que en artículos y libros, especialmente los más viejos, el estudio de flujo de potencia sea llamado estudio de flujo de carga. Algunos autores opinan que esta última notación debe evitarse, argumentado que la carga no fluye, pero la potencia sí.